# Amaru
Amaru – wieś w Rumunii, w okręgu Buzău, w gminie Amaru. W 2011 roku liczyła 1166 mieszkańców.